# Kâzım Koyuncu
Kâzım Koyuncu (* 7. November 1971 in Hopa, Artvin; † 25. Juni 2005 in Istanbul) war ein türkischer Sänger lasischer Abstammung.

## Werdegang
Im Jahr 1992 gründete er gemeinsam mit seinen Freunden Cafer Isleyen, Gürsoy Tanc, Ugurcan Sezen, Zülfikar Murat Dilek, Mahmut Turan, Metin Kalac, Mehmedali Baris Besli die erste lasische Rockgruppe Zuğaşi Berepe (türkisch: Denizin Çocukları, deutsch: Kinder des Meeres). Va Mişkunan (deutsch: Wir wissen es nicht), das erste Album der Band, wurde 1995 veröffentlicht, 1998 folgte mit İgzas (Gidiyor) das zweite, welches zugleich das letzte sein sollte.
Mit dem Album Viya begann der Sänger 2001 seine Solokarriere. 2004 wurde bei ihm Krebs diagnostiziert. Kâzım Koyuncu starb am 25. Juni 2005 und wurde in seinem Heimatdorf beigesetzt.

## Sonstiges
Im Film Auf der anderen Seite von Fatih Akın wird Kâzım Koyuncu erwähnt: Ein Tankstellenkassier bringt – während im Hintergrund der Hit Ben seni sevdiğimi läuft – Koyuncus Tod mit einer nach der Katastrophe von Tschernobyl regional erhöhten Krebsrate in Verbindung. Koyuncus Musik findet sich entsprechend auch auf dem Soundtrack zum Film. Die Urheberschaft dieses Musikstücks ist dennoch nicht gesichert. Es handelt sich hierbei um ein traditionelles pontisches Lied von einem unbekannten aus dem Gebiet von Trabzon (Schwarzes Meer), aus dem auch der Filmemacher Fatih Akin stammt. Eines der ältesten Aufführungen dieses Stücks ist die von Hasan Tunc (1912–1986), von einem Musiker aus dem Dorf Matzouka von Trabzon.

## Diskografie

### Mit Zuğaşi Berepe
- 1995: Va Mişkunan
- 1998: İgzas
- 1998: Bruxel Live

### Mit Grup Dinmeyen
- 1996: Sisler Bulvarı

### Solo-Alben
- 2001: Viya!
- 2004: Hayde
- 2006: Dünyada Bir Yerdeyim (Halkevleri) – posthumes Album

### Singles (Auswahl)
- 2001: Didou Nana
- 2001: Koçari
- 2004: Gelevera Deresi (mit Şevval Sam)
- 2004: Ben Seni Sevduğumi (mit Şevval Sam)
- 2004: Hayde
- 2004: Ella Ella
- 2006: Ayrılık Şarkısı
- 2006: Yalnızlığı Anla
- 2006: İşte Gidiyorum (Hoşçakal)